# Adele hat noch nicht zu Abend gegessen
Adele hat noch nicht zu Abend gegessen (Originaltitel: Adéla ještě nevečeřela; deutsch auch Ein Fall für Detektiv Nick Carter und Adele hat noch nicht genachtmahlt) ist eine mit schwarzem Humor angereicherte tschechoslowakische Filmkomödie aus dem Jahre 1977. Als Inspiration diente dabei die Romanfigur Nick Carter. Regie führte Oldřich Lipský. In den Hauptrollen sind Michal Dočolomanský, Rudolf Hrušínský und Miloš Kopecký zu sehen.

## Handlung
Das alte Europa in der Wendezeit zwischen 19. und 20. Jahrhundert. Die sonst beschauliche aristokratische Welt der Prager Oberschicht wird durch das mysteriöse Verschwinden des Lieblingshundes der Gräfin Thunova erschüttert. Die örtliche Polizei ist mit ihrem Latein am Ende und wendet sich Hilfe suchend an den berühmten New Yorker Detektiv Nick Carter.
Der physisch und psychisch mit allen Wassern gewaschene Ermittler reist zur Aufklärung des Falles an und bekommt den ortsansässigen Kommissar Ledvina an die Seite, einen gutmütigen, aber auch schlagkräftigen und trinkfesten Polizisten. Gemeinsam dringen beide in die adeligen Kreise vor. Hier lernen sie nicht nur die Gräfin selbst und ihre Carter anschmachtende Vertraute kennen, sondern auch den betagten Professor Boček und dessen Enkelin, die es dem Amerikaner angetan hat. Der in der Botanik bewanderte Baron von Kratzmar stößt ebenfalls hinzu und wird wegen seines oft merkwürdigen Verhaltens bald zum Hauptverdächtigen von Carter und Ledvina. Und richtig: der Baron entpuppt sich als „Der Gärtner“, ein vor etlichen Jahren aktiver Supergangster, der für seine Raubzüge Pflanzen missbrauchte. Der Gärtner war einer von Carters Erzfeinden und wurde von diesem für tot gehalten.
Carter kommt ferner dahinter, dass der Gärtner eine überlebensgroße fleischfressende Pflanze namens Adele benutzt. Er spielt dabei auf einem Grammophon eine Aufnahme von Schlafe, mein Prinzchen, schlaf ein (Wolfgang Amadeus Mozart zugeschrieben, aber tatsächlich von Johann Friedrich Anton Fleischmann) ab. Dies ist das Zeichen für Adele, zu erwachen und ihre Opfer zu verspeisen. Adele fraß den Hund der Gräfin, was jedoch nur zu Testzwecken dienen sollte, da der Gärtner in Wahrheit einen Rachemord an Professor Boček plant. Carter kann Adeles Magen und den Mordanschlägen der Schergen von Kratzmars' entkommen und am Ende mit Ledvinas Hilfe seinen Gegner dingfest machen und endgültig der Justiz ausliefern.

## Hintergrund
Alternative Titel des Films sind Adele hat noch nicht genachtmahlt und Ein Fall für Nick Carter. Die skurrilen Geräte und Erfindungen stammen von Jan Švankmajer, einem der bekanntesten tschechischen Experten für Animation, Filmausstattung und Visuelle Effekte. Der Stil des Films ist den Stummfilmdramen der 1920er Jahre nachempfunden. Für die Trickeffekte mit der Pflanze Adele wurde die so genannte Stop-Motion-Technik verwendet. Der Film startete am 6. Juli 1979 in den ostdeutschen Kinos, in Westdeutschland kam er nicht in die Kinos und wurde am 1. Mai 1981 im Fernsehen erstaufgeführt.
Es existieren zwei deutsche Synchronfassungen. Die erste entstand beim DEFA Studio für Synchronisation, Leipzig. Heinz Nitzsche schrieb das Dialogbuch und Margot Seltmann führte Regie.
| Figur                            | Darsteller          | Deutscher Sprecher    | Deutscher Sprecher (BRD 1981) |
| -------------------------------- | ------------------- | --------------------- | ----------------------------- |
| Nick Carter                      | Michal Dočolomanský | Detlef Heintze        | Norbert Gescher               |
| Ledvina                          | Rudolf Hrušínský    | Horst Kempe           | Wolfgang Völz                 |
| Baron von Kratzmar / Der Gärtner | Miloš Kopecký       | Hinrich Köhn          | Klaus Miedel                  |
| Professor Boček                  | Ladislav Pešek      | Bert Brunn            | Kurt Mühlhardt                |
| Miss Blossom                     | Naďa Konvalinková   | Ellen Hellwig         | Claudia Marnitz               |
| Gräfin Thunova                   | Květa Fialová       | Ruth Friemel          | Ursula Heyer                  |
| Inspektor Kaunitz                | Martin Růžek        | Hans Joachim Hegewald | Siegfried Schürenberg         |
| Fräulein Karin                   | Olga Schoberová     | Renate Bahn           | Joseline Gassen               |

## Kritiken
Ein detailreicher, liebenswerter Unterhaltungsfilm, technisch perfekt. (Lexikon des internationalen Films)

## Auszeichnungen
- Saturn Award 1980 in der Kategorie Bester Ausländischer Film
- Nominierung für den Saturn Award 1980 in der Kategorie Bester Fantasy Film